# السرب 125 (إسرائيل)
كان السرب 125 التابع للقوات الجوية الإسرائيلية، والمعروف أيضاً باسم سرب المروحيات الخفيفة، عبارة عن سرب مروحيات بيل 206بي، يتمركز في مطار سدي دوف.

## تاريخه
تأسس السرب في 1967 كسرب مروحيات وضم عند تأسيسه مروحيات ألويت 2. وفي أوائل سبعينيات القرن العشرين اشترت القوات الجوية مروحيات بيل 206، والتي أطلق عليها اسم «سيفان»، من شركة أغستا الإيطالية والتي حصلت على رخصة تصنيع من شركة بيل المصنعة للمروحية وكان هذا الطراز طرازاً مدنياً وسُمي في القوات الجوية اسم سيفان إيه. وفي وقت لاحق في سبعينيات القرن العشرين اشترت القوات الجوية نسخة سيفان بي وهي في الحقيقة مروحية عسكرية من طراز بيل أو إتش-58 كيوا وبعد ذلك اشترت مروحيات بيل جيت رينجر والتي خدمت في مدرسة الطيران [الإنجليزية] وقد أطلق على هذه المروحيات اسم «سيفان سي» وفي حالات الطوارئ ارتبطت بالسرب 125 بهدف زيادة عدد مروحيات السرب.
اشترت القوات الجوية مروحيات بيل 206إل («سيفان») في 1984، وهي مروحيات بيل-206 ذات جسم ممدود.
اُفتُتح جناح هيرون في السرب، والذي كان مخصصاً لمهام نقل كبار الشخصيات مع شراء مروحية بيل 212 هيرون (النسخة المدنية من يو إتش-1) من بيل.
شارك السرب خلال سنوات خدمته في مطاردات في وادي الأردن خلال حرب الاستنزاف، وفي حرب أكتوبر، وفي حرب لبنان الأولى، وفي مهام أمنية روتينية. ومن بين مهامه نقل القادة، والمراقبة وجمع المعلومات الاستخبارية، وإنزال القوات الخفيفة، ومهام الإمداد.
انحل السرب في 2003.

## وصلات خارجية
- "לא קלה דרכנו"، «دربنا لم يكن سهلاً» على موقع  القوات الجوية الإسرائيلية